# 法全寺
法全寺（ほうぜんじ）は長野県飯田市千代にある臨済宗妙心寺派の寺院。山号は瑞衍山。本尊は阿弥陀如来。

## 概要
建治2年（1276年）、信濃国伊那郡伴野荘の地頭知久敦信(知久氏)が父の知久敦幸の菩提を弔うため、法号「法全寺殿」に因んで開創した。
開山は近江国永源寺の寂室元光の弟子にあたる自明正久禅師で、武家の開いた禅寺としては下伊那で最古のものである。
敦信は鎌倉で無学祖元につき禅門に入り、延慶元年（1308年）には諏訪大社上社の神宮寺に五輪塔を建立した。
山門は一間の鐘楼門であり、永享11年銘の鐘（飯田市指定文化財）を持ち、二階の白壁には円窓がある。境内には九間の本堂と、枝垂桜などがある。

## 所在地
長野県飯田市千代3268番地